# Хюсеин Мехмедов
Юсеин Алитиев Мехмедов или Хюсеин Мехмет Алиш (на турски: Hüseyin Mehmet Aliş) – български борец свободен стил от турски произход.

## Биография
Роден е на 25 януари 1924 г. в с. Веселина, Разградско. Състезател по борба-свободен стил категория 87 кг.
Мехмедов е любител на борбата от детство, след като служи в армията през 1950 г. влиза в националния отбор на България.

През 1955 г. печели златен медал на Универсиада като се бори в класически стил.
През 1956 г. печели бронзов медал на Олимпийските игри в Мелбърн.
През 1957 г. взима бронзов медал на световното първенство в Истанбул. През 1959 г. прекратява кариерата си и става треньор.
През 1989 г. по времето на голямата екскурзия емигрира в Турция и се установява в Истанбул, където живее и до смъртта си.
В негова чест в град Лозница е създаден турнир по борба.